# Bombardeio de Damasco e Homs em 2018

O bombardeio de Damasco e Homs ou bombardeamento de Damasco e Homs, realizado em 14 de abril de 2018, às 04h00, horário da Síria (UTC+3), foi um ataque aeronaval perpetrado por forças militares dos Estados Unidos, França e Reino Unido contra alvos do regime de Bashar al-Assad na Síria.
As autoridades norte-americanas, francesas e britânicas justificaram a ação afirmando que se tratou de uma resposta ao ataque com armas químicas supostamente perpetrado pelas forças de Assad na região de Douma, na parte leste de Ghouta, em 7 de abril, na Zona Rural de Damasco, embora o governo sírio negasse responsabilidade pelo ocorrido. A Rússia, aliada de Assad, se juntou às autoridades do regime em Damasco para condenar a ação unilateral dos Estados Unidos e afirmou que era uma violação da lei internacional e que "haveria uma resposta". Estes eventos ajudaram a aumentar ainda mais as tensões entre as nações Ocidentais, lideradas pelos Estados Unidos, e o governo russo do presidente Vladimir Putin. Líderes da União Europeia e da OTAN apoiaram as ações anglo-franco-americanas. Já o secretário-geral da ONU, António Guterres, pediu cautela e afirmou que todos os lados envolvidos deveriam mostrar restrição para "não correr o risco de escalar a situação e aumentar o sofrimento do povo sírio". Os governos do Irã e da China condenaram os bombardeios, enquanto o resto da comunidade internacional também se dividia sobre o assunto.
Segundo fontes do Pentágono, os principais alvos dos bombardeios foram bases militares sírias associadas com a produção de armas químicas, como o Centro de Pesquisa de Barzeh (em Damasco), que foi completamente obliterado. O Observatório Sírio de Direitos Humanos (OSDH), baseado em Londres, também reportou que dois outros centros de pesquisa sírios foram atacados. Já na cidade de Homs, o general Joseph Dunford, chefe do Estado-Maior das forças armadas dos Estados Unidos, informou que um depósito de armas químicas, uma instalação de estocagem de armas e um posto avançado de comando do exército sírio foram igualmente destruídos. O Ministério da Defesa do Reino Unido também reportou que depósitos de armas químicas sírias foram atacados por seus aviões. Em contrapartida, o Ministério da Defesa da Rússia afirmou que, junto com o regime de Assad, conseguiram interceptar 71 dos 103 mísseis de cruzeiro disparados contra o território sírio, mas esta informação não foi confirmada de forma independente. O OSDH, alinhado com a Oposição Síria, afirmou que 65 mísseis de cruzeiro foram interceptados pelas forças governamentais sírias, algo negado pelo governo dos Estados Unidos que ainda reiterou que a missão havia sido um sucesso.

## Antecedentes
Em 7 de abril, um suposto ataque químico foi realizado na cidade Douma, na Síria, sendo relatado ter havido cerca de 70 pessoas mortas. O grupo rebelde Jaysh al-Islam (Exército do Islão) que controlava Douma, vários médicos, vigias e grupos ativistas — incluindo os Capacetes Brancos — relataram que os helicópteros do Exército Sírio lançaram barris de bombas. As bombas eram suspeitas de estarem cheias de munições químicas, como gás cloro e sarin.

Como nos incidentes anteriores, França, Reino Unido, Estados Unidos e outras nações, acusaram o regime de Assad de ser responsável pelo uso de armas químicas. A Rússia e Irã, principais aliados do governo sírio, negaram que armas químicas tenham sido usadas, alegando que se tratava de uma operação de bandeira falsa. A Rússia acusou que o vídeo do ataque químico foi encenado por membros da organização dos Capacetes Brancos. Anteriormente, o presidente da França, Emmanuel Macron, havia dito que o uso de armas químicas na Síria seria uma "linha vermelha" que exigiria uma retaliação imediata. A França juntamente com os Estados Unidos, citaram amostras positivas de urina e sangue coletadas como prova de cloro sendo usado na cidade de Douma.
Durante a madrugada de 9 de abril, foi realizado um ataque aéreo contra a base aérea militar de Tiyas, na Síria. O Governo Americano negaram o lançamento do ataque aéreo, com o porta-voz israelense recusando-se a comentar sobre o ocorrido. No dia seguinte, marcou-se uma reunião de emergência do Conselho de Segurança das Nações Unidas, onde houve de se discutir sobre como lidar com a resposta ao acontecimento do ataque químico, com a decisão final do veto. No dia 11 de abril, as nações ocidentais começaram a considerar a ação militar na Síria, buscando uma "forte resposta conjunta". No mesmo dia, o Governo Sírio alegou que havia convidado a Organização para a Proibição de Armas Químicas (OPAQ) a investigar os locais dos supostos ataques. "A Síria está interessada em cooperar com a OPAQ para descobrir a verdade por trás das alegações de que alguns lados ocidentais têm anunciado, para justificar suas intenções agressivas", afirmou a agência estatal de notícias SANA, citando uma fonte oficial do Ministério das Relações Exteriores da Síria. Em 13 de abril, após negar que armas químicas foram usadas, a Rússia alegou que a Grã-Bretanha encenou o ataque para provocar ataques aéreos dos Estados Unidos.